# Fröbershammer

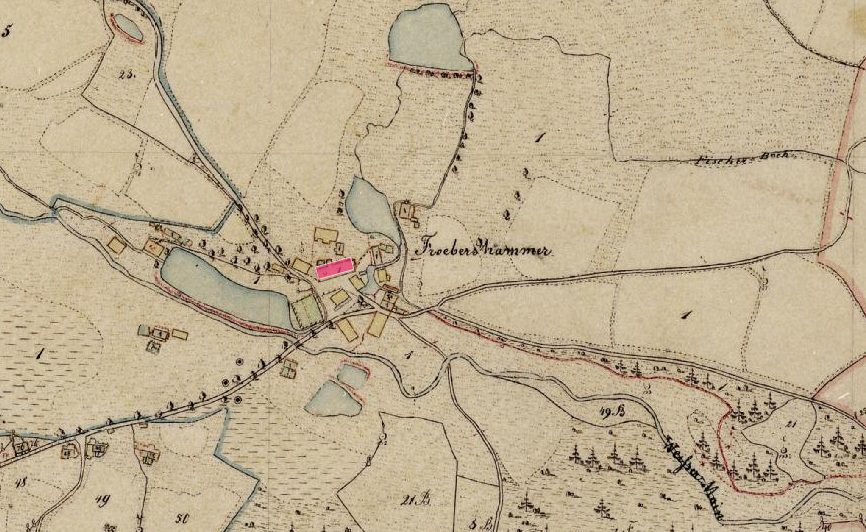
Lageplan von Fröbershammer in der Bayerischen Uraufnahme

Fröbershammer ist ein Gemeindeteil der Gemeinde Bischofsgrün im Landkreis Bayreuth (Oberfranken, Bayern). Fröbershammer liegt in der Gemarkung Bischofsgrün.

## Geografie
Das Dorf liegt am Weißen Main und am Kropfenbach, der innerorts als rechter Zufluss in den Weißen Main mündet. Eine Gemeindeverbindungsstraße nach Bischofsgrün (1 km westlich) bzw. zu einer Anschlussstelle der Bundesstraße 303 bei der Höhenklinik Bischofsgrün (0,6 km nordöstlich). Eine weitere Gemeindeverbindungsstraße führt nach Birnstengel (0,6 km nordwestlich).

## Geschichte
Der Ort war ursprünglich ein Einzelhof. Dieser wurde 1317 als „Frowinesgrune“ erstmals urkundlich erwähnt; er gehörte damals den Herren von Hirschberg. Seit 1575 ist ein Hammer bezeugt. 1601 wurde von Johann Gropp ein Stabhammer angelegt. Die Mühlenanlage wurde nachfolgend auch als Nagelschmiede, Schneidsäge oder Mahlmühle genutzt. 1863 stellte das Hammerwerk seinen Betrieb ein.
Gegen Ende des 18. Jahrhunderts bestand Fröbershammer aus einem Hammerwerk mit zwei Wohnhäusern, 1 Stabhammer, 1 Schmiedfeueresse, 1 Mulzhaus, 1 Mahlmühle, 1 Schniedmühle und 1 Glasofenhütte. Die Hochgerichtsbarkeit stand dem bayreuthischen Stadtvogteiamt Berneck zu. Das Kastenamt Gefrees war Grundherr der Anwesen.
Von 1797 bis 1810 unterstand Fröbershammer dem Justiz- und Kammeramt Gefrees. Infolge des Ersten Gemeindeedikts wurde Fröbershammer dem 1812 gebildeten Steuerdistrikt Bischofsgrün und der Ruralgemeinde Bischofsgrün zugewiesen.

### Baudenkmäler
- Ehemaliges Hammer-Herrenhaus

### Einwohnerentwicklung
| Jahr      | 001818 | 001819 | 001861 | 001871 | 001885 | 001900 | 001925 | 001950 | 001961 | 001970 | 001987 |
| Einwohner | 78     | *      | 51     | 88     | 134    | 121    | 118    | 119    | 99     | 89     | 79     |
| Häuser    | 7      |        |        |        | 11     | 11     | 11     | 12     | 19     |        | 32     |
| Quelle    | [ 7 ]  | [ 10 ] | [ 11 ] | [ 12 ] | [ 13 ] | [ 14 ] | [ 15 ] | [ 16 ] | [ 17 ] | [ 18 ] | [ 1 ]  |

## Religion
Fröbershammer ist nach St. Matthäus (Bischofsgrün) gepfarrt und evangelisch-lutherisch geprägt.